# Atomaria gravidula
Atomaria gravidula är en skalbaggsart som beskrevs av Wilhelm Ferdinand Erichson 1846. Atomaria gravidula ingår i släktet Atomaria, och familjen fuktbaggar. Arten har ej påträffats i Sverige.